# Санта-Джованна-Антида-Туре (титулярная церковь)
Санта-Джованна-Антида-Туре (лат. Titulus Sanctae Ioannae Antidae Thouret) — титулярная церковь была создана Папой Франциском 7 декабря 2024 года. Титул принадлежит церкви Санта-Джованна-Антида-Туре, расположенной в квартале Рима Делла-Виттория, на кольцевой дороге Клодии.

## Список кардиналов-священников титулярной церкви Санта-Джованна-Антида-Туре
- Доминик Жозеф Матьё, O.F.M.Conv. — (7 декабря 2024 — по настоящее время).